# متحف كارمن ماسين
متحف كارمن ماسين هو متحف فني خاص، يقع في حصن القصبة بمدينة طنجة، المغرب. يحتوي على منحوتات ولوحات ومطبوعات حجرية لفنانين مثل بابلو بيكاسو وماكس إرنست وسلفادور دالي وجورج براك. سُمي المتحف على اسم صديقة الملك الاسباني خوان كارلوس، كارمن ماسين، وهي من الشخصيات المحلية المعروفة في المغرب. وهي تاجرة لوحات فنية، التي كانت تعرض بعض الأعمال الفنية لبيعها على يختها. الذي بناه هوراس فاندربيلت في عام 1941، وقامت بشراءه فرقة الروك البريطانية، البيتلز، في عام 1966.

## روابط خارجية
- مجموعة الصور
- لوحات